# Cover Magazine
Cover Magazine er et dansk mode- og livsstilsmagasin, som udgives af forlaget Malling Publications. Magasinet er grundlagt af forlægger Malene Malling, som lavede konceptet til Costume, hvor hun var chefredaktør de første par år. Foruden Malene Malling har journalist og chefredaktør Frederik Bjerregaard og creative director Rasmus Skousen været en del af magasinet siden starten i februar 2004.
Cover har markeret sig med et visuelt udtryk på et højt niveau. Blandt de faste bidragydere til Cover er fotograferne Marc Høm, Henrik Bülow, Ditte Isager, Hasse Nielsen, Noam Griegst og Kacper Kasprzyk. Blandt skribenterne ses Maise Njor, Benn Q. Holm, Jokeren, Poul Pilgaard Johnsen, Christina Zemanova Ekelund, Signe Løntoft, Chris Pedersen, Rune Skyum og Oliver Stilling. Cover har blandt andet bragt interviews med Metallica-trommeslager Lars Ulrich og hans kæreste, skuespilleren Connie Nielsen, balletmester Nikolaj Hübbe, modedesignere som Sonia Rykiel, Azzedine Alïa, Marc Jacobs og supermodeller som Freja Beha, Helena Christensen og Natalia Vodianova. 
Cover har desuden arrangeret fester og blandt andet fået sangeren Grace Jones til Danmark til et særarrangement under Copenhagen Fashion Week februar 2006.
Cover var indtil juni 2008 et unisexmagasin, der henvendte sig til begge køn, men relanceredes i juli som et magasin for modeinteresserede kvinder. I 2011 udvidede forlaget med familiemagasinet Cover Kids og i marts 2012 udkom herremagasinet Cover Man.